# Heinrich Maria Graf
Heinrich Maria Graf (* 29. Januar 1758 in Mannheim; † 19. November 1822 in Frankenthal) war ein deutscher katholischer Geistlicher und Politiker.

## Leben
Heinrich Maria Graf erhielt 1784 seine Priesterweihe und war Kantonspfarrer für den Kanton Frankenthal, Dekan und Bezirksschulinspektor in Frankenthal. 
Er vertrat in der 1. Wahlperiode den Wahlkreis Rheinkreis in der Kammer der Abgeordneten im 1. und 2. Landtag, konnte jedoch bereits 1822 krankheitsbedingt nicht mehr an den Sitzungen teilnehmen.

## Trivia
1802 erhielt Heinrich Maria Graf eine Anzeige, weil er am vierten Adventssonntag mehrere Gläubige aus Mörsch, die sich zur Beichte in der Dreifaltigkeitskirche eingefunden hatten, durch den Kirchendiener gewalttätig vom Beichtstuhl habe zurücktreiben lassen, um den Frankenthaler Katholiken Platz zu schaffen, dazu ließ er auch noch durch den Kirchendiener einen Gläubigen, der schon im Beichtstuhl Platz kniete, aus demselben herauswerfen; als dieser sich beschwerte, sei er gefänglich auf das Tor in Arrest gesetzt worden. Ein Ausgang der Beschwerde ist nicht bekannt, allerdings forderte der Bischof Joseph Ludwig Colmar den Wormser Kommissar auf, die Beschwerden zu untersuchen.